# Svetovno prvenstvo v hokeju na ledu 2009 - elitna divizija
Turnir elitne divizije Svetovnega prvenstva v hokeju na ledu 2009 se je odvijal od 24. aprila do 10. maja 2009. To je bilo 73. Svetovno prvenstvo v hokeju na ledu, vodila ga je Mednarodna hokejska zveza (IIHF). Tekme so igrali v dvorani PostFinance Arena v Bernu, Švica; ter v dvorani Eishalle Schluefweg v Klotnu, Švica. Prvak je postala Rusija, najkoristnejši igralec pa je postal Ilja Kovalčuk.

## Sodelujoče države
| Skupina A - Belorusija (postava) - Kanada (postava) - Madžarska (postava) - Slovaška (postava) | Skupina B - Francija (postava) - Nemčija (postava) - Rusija (postava) - Švica (postava) | Skupina C - Avstrija (postava) - Latvija (postava) - Švedska (postava) - ZDA (postava) | Skupina D - Češka (postava) - Danska (postava) - Finska (postava) - Norveška (postava) |

## Pravila

### Točkovni sistem
Točke se delijo po naslednjem ključu: 
- 3 točke za zmago po rednem delu
- 2 točki za zmago po podaljšku ali kazenskih strelih
- 1 točka za poraz po podaljšku ali kazenskih strelih
- 0 točk za poraz po rednem delu

### Podaljški
Če je po rednem delu tekme v skupinskem delu tekmovanja izid izenačen, sledi 5-minutni podaljšek s 4 igralci v polju (in 1 vratarjem) do zlatega gola. 
Če je po rednem delu četrtfinalne, polfinalne tekme ali tekme za bronasto medaljo izid izenačen, sledi 10-minutni podaljšek (po 3-minutnem odmoru) s 4 igralci v polju (in 1 vratarjem) do zlatega gola. Podaljški se igrajo do prvega zadetega gola, v podaljških reprezentance napadajo iste gole kot v tretji tretjini. 
Če je po rednem delu finalne tekme izid izenačen, sledi 20-minutni podaljšek (pred tem je običajen 15-minutni odmor, v katerem se tudi pripravi led) s 4 igralci v polju (in 1 vratarjem) do zlatega gola. Podaljšek se igra do prvega zadetega gola, v podaljšku se gol, na katerega reprezentanca napada, obrne. V podaljšku reprezentanci torej napadata druge gole kot v tretji tretjini. 
V primeru izenačenja po prvem podaljšku na katerikoli tekmi prvenstva sledijo kazenski streli. 

### Izenačenje
Če sta dve reprezentanci izenačeni po točkah, se boljšo reprezentanco določi po naslednjih kriterijih: 
1. Več točk doseženih v medsebojnih tekmah
2. Boljša skupna razlika v golih
3. Več zadetih golov
4. Boljše moštvo iz podaljškov ali kazenskih strelov iz medsebojnih tekem

Če je 3 ali več reprezentanc izenačenih po točkah, se boljšo reprezentanco določi po naslednjih kriterijih: 
1. Več točk doseženih v medsebojnih tekmah
2. Boljša razlika v golih v medsebojnih tekmah
3. Več zadetkov doseženih v medsebojnih tekmah
4. Boljša razlika v golih v vseh tekmah skupinskega dela
5. Več zadetkov doseženih v vseh tekmah skupinskega dela
6. Boljše moštvo iz podaljškov ali kazenskih strelov iz medsebojnih tekem

## Skupinski del
16 sodelujočih držav je bilo razvrščenih v naslednje 4 skupine. Najbolje uvrščene tri države iz skupine se prebijejo v Kvalifikacijski krog, najslabša gre v boj za obstanek v elitni diviziji.
|  | Reprezentanca napreduje v Kvalifikacijski krog |
|  | Reprezentanca gre v Skupino za obstanek        |

### Skupina A
| Reprezentanca | OT         | Z | ZP | PP | P | DG | PG | GR  | Toč |   |
| ------------- | ---------- | - | -- | -- | - | -- | -- | --- | --- | - |
| Kanada        | 3          | 3 | 0  | 0  | 0 | 22 | 4  | +18 | 9   |   |
| 2             | Belorusija | 3 | 1  | 1  | 0 | 1  | 6  | 8   | −2  | 5 |
| 3             | Slovaška   | 3 | 1  | 0  | 1 | 1  | 8  | 12  | -4  | 4 |
| 4             | Madžarska  | 3 | 0  | 0  | 0 | 3  | 4  | 16  | −12 | 0 |

| 24. april 2009 | Belorusija | 1 – 6 | Kanada | Schluefweg, Kloten |

| Poročilo tekme | Poročilo tekme     | Poročilo tekme         | Poročilo tekme                                                                                            | Poročilo tekme                                            |
| -------------- | ------------------ | ---------------------- | --- | --------------------------------------------------------- |
| Začetek: 16:15 | M. Grabovski 52:44 | ( 0 – 2, 0 – 0, 1 – 4) | 01:05 S. Stamkos 14:29 (PP1) S. Stamkos 44:27 J. Spezza 46:01 M. Fisher 50:44 D. Heatley 54:05 D. Heatley | Gledalci: 5.232 Sodnika: Sami Partanen Sodnika: Jyri Rönn |

| 24. april 2009 | Slovaška | 4 – 3 | Madžarska | Schluefweg, Kloten |

| Poročilo tekme | Poročilo tekme                                                      | Poročilo tekme         | Poročilo tekme                                         | Poročilo tekme                                                  |
| -------------- | ------------------------------------------------------------------- | ---------------------- | ------------------------------------------------------ | --------------------------------------------------------------- |
| Začetek: 20:15 | S. Ružička 01:46 L. Bartečko 38:13 M. Hossa 39:04 L. Bartečko 59:47 | ( 1 – 0, 2 – 1, 1 – 2) | 22:01 R. Holéczy 42:52 I. Peterdi 54:04 (PP1) T. Sille | Gledalci: 4.773 Sodnika: Brent Reiber Sodnika: Vladimir Sindler |

| 26. april 2009 | Slovaška | 1 – 2 (KS) | Belorusija | Schluefweg, Kloten |

| Poročilo tekme | Poročilo tekme | Poročilo tekme                       | Poročilo tekme                         | Poročilo tekme                                                     |
| -------------- | -------------- | ------------------------------------ | -------------------------------------- | ------------------------------------------------------------------ |
| Začetek: 16:15 | M. Hossa 57:06 | ( 0 – 0, 0 – 1, 1 – 0, 0 - 0, 0 - 1) | 33:17 A. Stas 65:00 (GWG) O. Antonenko | Gledalci: 5.256 Sodnika: Vjačeslav Bulanov Sodnika: Rafail Kadirov |

| 26. april 2009 | Kanada | 9 – 0 | Madžarska | Schluefweg, Kloten |

| Poročilo tekme | Poročilo tekme | Poročilo tekme         | Poročilo tekme | Poročilo tekme                                                  |
| -------------- | --- | ---------------------- | -------------- | --------------------------------------------------------------- |
| Začetek: 20:15 | M. St. Louis 05:18 S. Weber (PP1) 09:40 D. Roy 12:35 J. Neal 12:48 M. St. Louis 27:35 S. Weber (PP1) 29:03 M. Fisher (PP1) 41:06 M. St. Louis 44:51 J. Spezza 50:55 | ( 4 – 0, 2 – 0, 3 – 0) |                | Gledalci: 5.506 Sodnika: Rick Looker Sodnika: Daniel Piechaczek |

| 28. april 2009 | Madžarska | 1 – 3 | Belorusija | Schluefweg, Kloten |

| Poročilo tekme | Poročilo tekme   | Poročilo tekme         | Poročilo tekme                                                   | Poročilo tekme                                             |
| -------------- | ---------------- | ---------------------- | ---------------------------------------------------------------- | ---------------------------------------------------------- |
| Začetek: 16:15 | I. Pererdi 25:14 | ( 0 – 1, 1 – 0, 0 - 2) | 03:18 (PP1) A. Kaljuhnic 54:25 A. Ugarov 59:10 (EN) M. Grabovski | Gledalci: 4.710 Sodnika: Ole Hansen Sodnika: Danny Kurmann |

| 28. april 2009 | Kanada | 7 – 3 | Slovaška | Schluefweg, Kloten |

| Poročilo tekme | Poročilo tekme | Poročilo tekme         | Poročilo tekme                                             | Poročilo tekme                                                    |
| -------------- | --- | ---------------------- | ---------------------------------------------------------- | ----------------------------------------------------------------- |
| Začetek: 20:15 | D. Roy (PP1) 04:50 S. Doan (PP2) 06:54 J. Spezza (PP1) 16:51 I. White 29:39 S. Weber (PP2) 33:41 S. Stamkos (PP1) 35:04 J. Spezza 42:04 | ( 3 – 0, 3 – 1, 1 – 2) | 26:05 T. Surový 55:40 (PP1) M. Hossa 58:48 (PP1) D. Graňák | Gledalci: 6.300 Sodnika: Thomas Sterns Sodnika: Marcus Vinnerborg |

### Skupina B
| Reprezentanca | OT | Z | ZP | PP | P | DG | PG | GR  | Toč |
| ------------- | -- | - | -- | -- | - | -- | -- | --- | --- |
| Rusija        | 3  | 3 | 0  | 0  | 0 | 16 | 4  | +12 | 9   |
| Švica         | 3  | 1 | 1  | 0  | 1 | 6  | 6  | 0   | 5   |
| Francija      | 3  | 1 | 0  | 0  | 2 | 4  | 9  | −5  | 3   |
| Nemčija       | 3  | 0 | 0  | 1  | 2 | 3  | 10 | −7  | 1   |

| 24. april 2009 | Nemčija | 0 – 5 | Rusija | PostFinance Arena, Bern |

| Poročilo tekme | Poročilo tekme | Poročilo tekme         | Poročilo tekme                                                                           | Poročilo tekme                                                     |
| -------------- | -------------- | ---------------------- | ---------------------------------------------------------------------------------------- | ------------------------------------------------------------------ |
| Začetek: 16:15 |                | ( 0 – 3, 0 – 0, 0 – 2) | 08:14 O. Saprikin 09:37 I. Kovalčuk 15:25 S. Zinovjev 42:53 A. Kurjanov 51:52 D. Zaripov | Gledalci: 10.570 Sodnika: Sören Persson Sodnika: Marcus Vinnerborg |

| 24. april 2009 | Švica | 1 – 0 | Francija | PostFinance Arena, Bern |

| Poročilo tekme | Poročilo tekme       | Poročilo tekme         | Poročilo tekme | Poročilo tekme                                               |
| -------------- | -------------------- | ---------------------- | -------------- | ------------------------------------------------------------ |
| Začetek: 20:15 | M. Plüss (PP1) 11:33 | ( 1 – 0, 0 – 0, 0 – 0) |                | Gledalci: 10.570 Sodnika: Rick Looker Sodnika: Thomas Sterns |

| 26. april 2009 | Švica | 3 – 2 (P) | Nemčija | PostFinance Arena, Bern |

| Poročilo tekme | Poročilo tekme                                     | Poročilo tekme                | Poročilo tekme                                 | Poročilo tekme                                             |
| -------------- | -------------------------------------------------- | ----------------------------- | ---------------------------------------------- | ---------------------------------------------------------- |
| Začetek: 16:15 | R. Wick 08:36 M. Seger 23:25 M. Streit (PP1) 61:18 | ( 1 – 1, 1 – 1, 0 – 0, 1 - 0) | 06:26 (PP1) C. Ullmann 33:02 (SH1) C. Schubert | Gledalci: 11.423 Sodnika: Sami Partanen Sodnika: Jyri Rönn |

| 26. april 2009 | Rusija | 7 – 2 | Francija | PostFinance Arena, Bern |

| Poročilo tekme | Poročilo tekme | Poročilo tekme         | Poročilo tekme                         | Poročilo tekme                                             |
| -------------- | --- | ---------------------- | -------------------------------------- | ---------------------------------------------------------- |
| Začetek: 20:15 | A. Radulov 01:23 D. Zaripov (PP1) 07:06 A. Radulov 07:20 A. Perežogin 08:01 A. Tereščenko (PP1) 15:00 A. Tereščenko (PP1) 27:23 I. Kovalčuk 49:20 | ( 5 – 1, 1 – 1, 1 – 0) | 10:25 K. Hecquefeuille 39:31 L. Tardif | Gledalci: 10.505 Sodnika: Ole Hansen Sodnika: Peter Orszag |

| 28. april 2009 | Rusija | 4 – 2 | Švica | PostFinance Arena, Bern |

| Poročilo tekme | Poročilo tekme                                                              | Poročilo tekme         | Poročilo tekme                              | Poročilo tekme                                                    |
| -------------- | --------------------------------------------------------------------------- | ---------------------- | ------------------------------------------- | ----------------------------------------------------------------- |
| Začetek: 16:15 | V. Atjušov 02:19 I. Kovalčuk 29:08 A. Morozov 48:28 A. Perežogin (EN) 59:45 | ( 1 – 2, 1 – 0, 2 – 0) | 09:46 (PP1) R. Gardner 17:17 (PP1) M. Plüss | Gledalci: 11.479 Sodnika: Vladimir Sindler Sodnika: Derek Zalaski |

| 28. april 2009 | Francija | 2 – 1 | Nemčija | PostFinance Arena, Bern |

| Poročilo tekme | Poročilo tekme                   | Poročilo tekme         | Poročilo tekme       | Poročilo tekme                                                  |
| -------------- | -------------------------------- | ---------------------- | -------------------- | --------------------------------------------------------------- |
| Začetek: 20:15 | A. Lussier 03:50 L. Tardif 16:48 | ( 2 – 1, 0 – 0, 0 – 0) | 04:22 (PP1) J. Hecht | Gledalci: 9.956 Sodnika: Vladimir Baluska Sodnika: Brent Reiber |

### Skupina C
| Reprezentanca | OT | Z | ZP | PP | P | DG | PG | GR  | Toč |
| ------------- | -- | - | -- | -- | - | -- | -- | --- | --- |
| ZDA           | 3  | 2 | 0  | 1  | 0 | 15 | 9  | +6  | 7   |
| Švedska       | 3  | 1 | 1  | 1  | 0 | 15 | 9  | +6  | 6   |
| Latvija       | 3  | 1 | 1  | 0  | 1 | 7  | 6  | +1  | 5   |
| Avstrija      | 3  | 0 | 0  | 0  | 3 | 2  | 15 | −13 | 0   |

| 25. april 2009 | ZDA | 4 – 2 | Latvija | PostFinance Arena, Bern |

| Poročilo tekme | Poročilo tekme                                                          | Poročilo tekme         | Poročilo tekme                            | Poročilo tekme                                             |
| -------------- | ----------------------------------------------------------------------- | ---------------------- | ----------------------------------------- | ---------------------------------------------------------- |
| Začetek: 16:15 | J. Johnson 11:15 D. Stafford 31:13 J. Johnson 35:31 P. O'Sullivan 46:03 | ( 1 – 1, 2 – 1, 1 – 0) | 04:40 (PP1) H. Vasiļjevs 26:39 M. Karsume | Gledalci: 7.840 Sodnika: Ole Hansen Sodnika: Danny Kurmann |

| 25. april 2009 | Švedska | 7 – 1 | Avstrija | PostFinance Arena, Bern |

| Poročilo tekme | Poročilo tekme | Poročilo tekme         | Poročilo tekme | Poročilo tekme                                                     |
| -------------- | --- | ---------------------- | -------------- | ------------------------------------------------------------------ |
| Začetek: 20:15 | K. Jönsson 1:37 M. Johansson 11:49 M. Nilson 12:46 M. Weinhandl 41:22 M. Weinhandl 47:00 J. Harju 49:04 L. Eriksson 49:46 | ( 3 – 0, 0 – 1, 4 – 0) | 31:55 M. Oraže | Gledalci: 6.175 Sodnika: Vjačeslav Bulanov Sodnika: Rafail Kadirov |

| 27. april 2009 | ZDA | 6 – 1 | Avstrija | PostFinance Arena, Bern |

| Poročilo tekme | Poročilo tekme | Poročilo tekme         | Poročilo tekme    | Poročilo tekme                                                   |
| -------------- | --- | ---------------------- | ----------------- | ---------------------------------------------------------------- |
| Začetek: 16:15 | D. Brown 15:11 D. Stafford 31:04 P. O'Sullivan 40:25 J. Blake (PP2) 47:56 L. Stempniak (PP1) 52:06 M. Niskanen (PP2) 55:55 | ( 1 – 0, 1 – 1, 4 – 0) | 34:26 M. Peintner | Gledalci: 3.779 Sodnika: Vladimir Sindler Sodnika: Derek Zalaski |

| 27. april 2009 | Latvija | 3 – 2 (KS) | Švedska | PostFinance Arena, Bern |

| Poročilo tekme | Poročilo tekme                                                  | Poročilo tekme                       | Poročilo tekme                          | Poročilo tekme                                                  |
| -------------- | --------------------------------------------------------------- | ------------------------------------ | --------------------------------------- | --------------------------------------------------------------- |
| Začetek: 20:15 | K. Rēdlihs (PP1) 30:20 L. Dārziņš 39:15 A. Ņiživijs (GWG) 65:00 | ( 0 – 1, 2 – 0, 0 – 1, 0 - 0, 1 - 0) | 15:26 L. Omark 40:44 (PP1) M. Johansson | Gledalci: 4.421 Sodnika: Vladimir Baluska Sodnika: Brent Reiber |

| 29. april 2009 | Avstrija | 0 – 2 | Latvija | PostFinance Arena, Bern |

| Poročilo tekme | Poročilo tekme | Poročilo tekme         | Poročilo tekme                    | Poročilo tekme                                                    |
| -------------- | -------------- | ---------------------- | --------------------------------- | ----------------------------------------------------------------- |
| Začetek: 16:15 |                | ( 0 – 1, 0 – 0, 0 – 1) | 19:15 M. Cipulis 54:56 G. Džeriņš | Gledalci: 5.274 Sodnika: Sami Partanen Sodnika: Daniel Piechaczek |

| 29. april 2009 | Švedska | 6 – 5 (P) | ZDA | PostFinance Arena, Bern |

| Poročilo tekme | Poročilo tekme | Poročilo tekme                | Poročilo tekme                                                                                    | Poročilo tekme                                           |
| -------------- | --- | ----------------------------- | ------------------------------------------------------------------------------------------------- | -------------------------------------------------------- |
| Začetek: 20:15 | M. Weinhandl (PP1) 25:07 M. Nilson 26:42 M. Johansson 48:46 N. Persson (SH1) 52:45 M. Weinhandl 56:19 D. Tärnström 61:59 | ( 0 – 1, 2 – 2, 3 – 2, 1 - 0) | 14:11 P. O'Sullivan 29:58 (PP2) J. Liles 37:26 (PP2) R. Shannon 44:06 R. Shannon 48:20 J. Johnson | Gledalci: 9.876 Sodnika: Peter Orszag Sodnika: Jyri Rönn |

### Skupina D
| Reprezentanca | OT | Z | ZP | PP | P | DG | PG | GR  | Toč |
| ------------- | -- | - | -- | -- | - | -- | -- | --- | --- |
| Finska        | 3  | 3 | 0  | 0  | 0 | 14 | 4  | +10 | 9   |
| Češka         | 3  | 2 | 0  | 0  | 1 | 13 | 6  | +7  | 6   |
| Norveška      | 3  | 0 | 1  | 0  | 2 | 7  | 14 | −7  | 2   |
| Danska        | 3  | 0 | 0  | 1  | 2 | 5  | 15 | −10 | 1   |

| 25. april 2009 | Norveška | 0 – 5 | Finska | Schluefweg, Kloten |

| Poročilo tekme | Poročilo tekme | Poročilo tekme         | Poročilo tekme                                                                                                  | Poročilo tekme                                                  |
| -------------- | -------------- | ---------------------- | --- | --------------------------------------------------------------- |
| Začetek: 16:15 |                | ( 0 – 3, 0 – 1, 0 – 1) | 13:44 (PP1) A. Miettinen 16:19 (PP1) J. Immonen 19:58 (PP1) N. Kapanen 34:20 M. Pyörälä 44:10 (PP1) M. Lehtonen | Gledalci: 5.269 Sodnika: Vladimir Baluska Sodnika: Peter Orszag |

| 25. april 2009 | Češka | 5 – 0 | Danska | Schluefweg, Kloten |

| Poročilo tekme | Poročilo tekme                                                                                        | Poročilo tekme         | Poročilo tekme | Poročilo tekme                                                    |
| -------------- | --- | ---------------------- | -------------- | ----------------------------------------------------------------- |
| Začetek: 16:15 | J. Hlinka 06:09 J. Marek (PP1) 31:07 P. Čajánek (PP1) 35:18 A. Hemský (PP1) 37:24 J. Jágr (PP2) 50:46 | ( 1 – 0, 3 – 0, 1 – 0) |                | Gledalci: 4.342 Sodnika: Daniel Piechaczek Sodnika: Derek Zalaski |

| 27. april 2009 | Češka | 5 – 2 | Norveška | Schluefweg, Kloten |

| Poročilo tekme | Poročilo tekme                                                                         | Poročilo tekme         | Poročilo tekme                              | Poročilo tekme                                                    |
| -------------- | -------------------------------------------------------------------------------------- | ---------------------- | ------------------------------------------- | ----------------------------------------------------------------- |
| Začetek: 16:15 | J. Marek 05:20 P. Čajánek (PP1) 09:35 J. Vašíček 12:19 M. Blaťák 32:34 J. Klepiš 51:14 | ( 3 – 0, 1 – 2, 1 – 0) | 21:49 T. Jakobsen 21:49 M. Zuccarello Aasen | Gledalci: 3.583 Sodnika: Sören Persson Sodnika: Marcus Vinnerborg |

| 27. april 2009 | Finska | 5 – 1 | Danska | Schluefweg, Kloten |

| Poročilo tekme | Poročilo tekme                                                                                             | Poročilo tekme         | Poročilo tekme    | Poročilo tekme                                                |
| -------------- | --- | ---------------------- | ----------------- | ------------------------------------------------------------- |
| Začetek: 20:15 | A. Miettinen 17:40 T. Pihlman (PP1) 21:58 A. Miettinen 34:42 N. Kapanen (PP1) 51:51 N. Kapanen (PP1) 59:42 | ( 1 – 1, 2 – 0, 2 – 0) | 10:03 J. Jakobsen | Gledalci: 3.929 Sodnika: Danny Kurmann Sodnika: Thomas Sterns |

| 29. april 2009 | Danska | 4 – 5 (P) | Norveška | Schluefweg, Kloten |

| Poročilo tekme | Poročilo tekme                                                            | Poročilo tekme                | Poročilo tekme | Poročilo tekme                                                     |
| -------------- | ------------------------------------------------------------------------- | ----------------------------- | --- | ------------------------------------------------------------------ |
| Začetek: 16:15 | A. Sundberg 04:56 J. Damgaard 09:33 M. Green 21:02 D. Nielsen (PP1) 46:22 | ( 2 – 2, 1 – 1, 1 – 1, 0 - 1) | 05:40 P. Thoresen 13:50 (SH1) A. Bastiansen 36:18 (PP1) T. Vikingstad 44:51 (PP1) M. Zuccarello Aasen 61:11 T. Jakobsen | Gledalci: 4.496 Sodnika: Vjačeslav Bulanov Sodnika: Rafail Kadirov |

| 29. april 2009 | Finska | 4 – 3 | Češka | Schluefweg, Kloten |

| Poročilo tekme | Poročilo tekme                                                                   | Poročilo tekme         | Poročilo tekme                                                | Poročilo tekme                                              |
| -------------- | -------------------------------------------------------------------------------- | ---------------------- | ------------------------------------------------------------- | ----------------------------------------------------------- |
| Začetek: 20:15 | N. Kapanen 09:32 V. Koistinen (PP1) 23:52 N. Kapanen (PP2) 38:56 N. Hagman 51:39 | ( 1 – 2, 2 – 1, 1 – 0) | 10:14 (SH1) T. Rolinek 13:30 M. Blaťák 23:10 (PP1) A. Kotalík | Gledalci: 6.456 Sodnika: Rick Looker Sodnika: Sören Persson |

## Kvalifikacijski krog
3 najbolje uvrščene reprezentance iz vsake skupine se uvrstijo v Kvalifikacijski krog. Skupini v Kvalifikacijskem krogu sta skupini E in F, reprezentance iz skupin A in D gredo v skupino F, reprezentance iz skupin B in C pa v skupino E.
Vsaka reprezentanca igra tri tekme v Kvalifikacijskem krogu, eno proti vsaki reprezentanci iz druge skupine. Te 3 tekme skupaj z 2 že odigranima tekmama proti reprezentancama iz svoje skupine štejejo za končno razvrstitev v skupinah E in F. 
4 najbolje uvrščene reprezentance iz skupin E in F napredujejo v četrtfinale.
|  | Reprezentanca napreduje v Končnico |

### Skupina E
| Reprezentanca | OT | Z | ZP | PP | P | DG | PG | GR  | Toč |
| ------------- | -- | - | -- | -- | - | -- | -- | --- | --- |
| Rusija        | 5  | 4 | 1  | 0  | 0 | 27 | 11 | +16 | 14  |
| Švedska       | 5  | 2 | 1  | 2  | 0 | 23 | 18 | +5  | 10  |
| ZDA           | 5  | 2 | 0  | 2  | 1 | 19 | 18 | +1  | 8   |
| Latvija       | 5  | 1 | 2  | 0  | 2 | 15 | 14 | +1  | 7   |
| Švica         | 5  | 1 | 1  | 1  | 2 | 9  | 13 | −4  | 6   |
| Francija      | 5  | 0 | 0  | 0  | 5 | 8  | 27 | −19 | 0   |

| 30. april 2009 | Rusija | 6 – 5 (P) | Švedska | PostFinance Arena, Bern |

| Poročilo tekme | Poročilo tekme | Poročilo tekme                | Poročilo tekme                                                                         | Poročilo tekme                                               |
| -------------- | --- | ----------------------------- | -------------------------------------------------------------------------------------- | ------------------------------------------------------------ |
| Začetek: 16:15 | I. Nikulin (PP1) 11:56 O. Saprikin 14:10 D. Kalinin 27:16 S. Mozjakin 50:07 V. Proškin (PP1) 57:38 D. Kalinin 64:04 | ( 2 – 2, 1 – 1, 2 – 2, 1 - 0) | 02:53 R. Wallin 18:15 A. Strålman 23:27 N. Persson 49:45 K. Huselius 58:46 K. Huselius | Gledalci: 7.465 Sodnika: Danny Kurmann Sodnika: Brent Reiber |

| 30. april 2009 | Švica | 1 – 2 (KS) | Latvija | PostFinance Arena, Bern |

| Poročilo tekme | Poročilo tekme        | Poročilo tekme                       | Poročilo tekme                                 | Poročilo tekme                                                   |
| -------------- | --------------------- | ------------------------------------ | ---------------------------------------------- | ---------------------------------------------------------------- |
| Začetek: 20:15 | A. Ambühl (PP1) 58:29 | ( 0 - 1, 0 - 0, 1 - 0, 0 - 0, 0 - 1) | 15:30 (PP1) M. Cipulis 65:00 (GWG) A. Ņiživijs | Gledalci: 9.771 Sodnika: Vladimir Baluska Sodnika: Derek Zalaski |

| 1. maj 2009 | ZDA | 6 – 2 | Francija | PostFinance Arena, Bern |

| Poročilo tekme | Poročilo tekme | Poročilo tekme   | Poročilo tekme                                  | Poročilo tekme                                             |
| -------------- | --- | ---------------- | ----------------------------------------------- | ---------------------------------------------------------- |
| Začetek: 20:15 | K. Okposo (PP1) 04:02 D. Backes (PP2) 10:38 R. Shannon 24:51 K. Ballard 27:29 P. O'Sullivan 30:31 J. Johnson (PP2) 49:55 | ( 2-0, 3-2, 1-0) | 29:41 (PP1) Y. Treille 31:47 (PP1) P. Bellemare | Gledalci: 4.213 Sodnika: Ole Hansen Sodnika: Sami Partanen |

| 2. maj 2009 | Francija | 1 – 7 | Latvija | PostFinance Arena, Bern |

| Poročilo tekme | Poročilo tekme  | Poročilo tekme         | Poročilo tekme | Poročilo tekme                                                   |
| -------------- | --------------- | ---------------------- | --- | ---------------------------------------------------------------- |
| Začetek: 16:15 | L. Tardif 51:38 | ( 0 – 1, 0 – 2, 1 – 4) | 07:29 (PP1) A. Ņiživijs 21:19 M. Cipulis 23:55 L. Dārziņš 46:39 K. Skrastiņš 48:18 A. Jerofejevs 52:24 Ģ. Ankipāns 52:39 M. Cipulis | Gledalci: 6.472 Sodnika: Sami Partanen Sodnika: Vladimir Sindler |

| 2. maj 2009 | Rusija | 4 – 1 | ZDA | PostFinance Arena, Bern |

| Poročilo tekme | Poročilo tekme                                                                            | Poročilo tekme         | Poročilo tekme     | Poročilo tekme                                             |
| -------------- | ----------------------------------------------------------------------------------------- | ---------------------- | ------------------ | ---------------------------------------------------------- |
| Začetek: 20:15 | O. Saprikin (PP1) 05:01 A. Perežogin (PP1) 09:51 S. Mozjakin 17:06 A. Radulov (PP1) 21:36 | ( 3 – 1, 1 – 0, 0 – 0) | 03:16 L. Stempniak | Gledalci: 10.230 Sodnika: Jyri Rönn Sodnika: Derek Zalaski |

| 3. maj 2009 | Švica | 1 – 4 | Švedska | PostFinance Arena, Bern |

| Poročilo tekme | Poročilo tekme      | Poročilo tekme         | Poročilo tekme                                                        | Poročilo tekme                                          |
| -------------- | ------------------- | ---------------------- | --------------------------------------------------------------------- | ------------------------------------------------------- |
| Začetek: 16:15 | R. Lemm (PP1) 56:44 | ( 0 – 1, 0 – 1, 1 – 2) | 05:47 J. Oduya 24:59 (PP1) J. Harju 46:41 L. Omark 55:06 J. Andersson | Gledalci: 11.327 Sodnika: Ole Hansen Sodnika: Jyri Rönn |

| 3. maj 2009 | Latvija | 1 – 6 | Rusija | PostFinance Arena, Bern |

| Poročilo tekme | Poročilo tekme           | Poročilo tekme         | Poročilo tekme | Poročilo tekme                                              |
| -------------- | ------------------------ | ---------------------- | --- | ----------------------------------------------------------- |
| Začetek: 20:15 | H. Vasiļjevs (PP1) 36:05 | ( 0 – 1, 1 – 3, 0 – 2) | 11:43 (PP1) A. Kurjanov 21:01 A. Tereščenko 23:04 (PP1) O. Tverdovski 23:50 A. Kurjanov 43:38 A. Frolov 46:28 O. Tverdovski | Gledalci: 7.228 Sodnika: Peter Orszag Sodnika: Brent Reiber |

| 4. maj 2009 | Švedska | 6 – 3 | Francija | PostFinance Arena, Bern |

| Poročilo tekme | Poročilo tekme | Poročilo tekme         | Poročilo tekme                                                   | Poročilo tekme                                                      |
| -------------- | --- | ---------------------- | ---------------------------------------------------------------- | ------------------------------------------------------------------- |
| Začetek: 16:15 | K. Huselius 01:33 M. Nilson 04:26 D. Tärnström (PP1) 05:56 C. Gunnarsson (PP1) 21:28 J. Oduya 30:55 K. Jönsson (PP1) 45:40 | ( 3 – 0, 2 – 3, 1 – 0) | 23:21 A. Lussier 29:25 (PP1) P. Bellemare 36:41 (PP1) S. Treille | Gledalci: 5.051 Sodnika: Vladimir Baluska Sodnika: Vladimir Sindler |

| 4. maj 2009 | ZDA | 3 - 4 (P) | Švica | PostFinance Arena, Bern |

| Poročilo tekme | Poročilo tekme                                                 | Poročilo tekme                | Poročilo tekme                                                   | Poročilo tekme                                                    |
| -------------- | -------------------------------------------------------------- | ----------------------------- | ---------------------------------------------------------------- | ----------------------------------------------------------------- |
| Začetek: 20:15 | R. Hainsey (PP1) 25:57 C. Higgins 35:08 R. Hainsey (PP2) 39:48 | ( 0 - 1, 3 - 1, 0 - 1, 0 - 1) | 09:42 (PP2) A. Ambühl 31:03 R. Lemm 49:42 M. Plüss 60:13 R. Wick | Gledalci: 10.317 Sodnika: Peter Orszag Sodnika: Daniel Piechaczek |

### Skupina F
| Reprezentanca | OT | Z | ZP | PP | P | DG | PG | GR  | Toč |
| ------------- | -- | - | -- | -- | - | -- | -- | --- | --- |
| Kanada        | 5  | 4 | 0  | 1  | 0 | 26 | 10 | +16 | 13  |
| Finska        | 5  | 2 | 2  | 1  | 0 | 16 | 9  | +7  | 11  |
| Češka         | 5  | 3 | 0  | 0  | 2 | 20 | 11 | +9  | 9   |
| Belorusija    | 5  | 0 | 3  | 0  | 2 | 6  | 11 | −5  | 6   |
| Slovaška      | 5  | 0 | 1  | 2  | 2 | 8  | 21 | −13 | 4   |
| Norveška      | 5  | 0 | 0  | 2  | 3 | 7  | 21 | −14 | 2   |

| 30. april 2009 | Belorusija | 3 – 2 (P) | Norveška | Schluefweg, Kloten |

| Poročilo tekme | Poročilo tekme                                                | Poročilo tekme                | Poročilo tekme                         | Poročilo tekme                                                    |
| -------------- | ------------------------------------------------------------- | ----------------------------- | -------------------------------------- | ----------------------------------------------------------------- |
| Začetek: 16:15 | A. Ugarov (PP1) 22:45 M. Grabovski (PP1) 41:51 R. Salej 64:35 | ( 0 – 1, 1 – 1, 1 – 0, 1 - 0) | 06:15 P. Thoresen 20:38 (PP1) M. Trygg | Gledalci: 3.374 Sodnika: Daniel Piechaczek Sodnika: Thomas Sterns |

| 30. april 2009 | Kanada | 5 – 1 | Češka | Schluefweg, Kloten |

| Poročilo tekme | Poročilo tekme                                                                                         | Poročilo tekme         | Poročilo tekme  | Poročilo tekme                                                        |
| -------------- | --- | ---------------------- | --------------- | --------------------------------------------------------------------- |
| Začetek: 20:15 | S. Stamkos (PP1) 07:20 S. Stamkos (PP1) 13:40 S. Weber (PP1) 17:05 D. Heatley 40:22 M. St. Louis 49:55 | ( 3 - 0, 0 - 0, 2 - 1) | 57:20 A. Hemský | Gledalci: 5.967 Sodnika: Vjačeslav Bulanov Sodnika: Marcus Vinnerborg |

| 1. maj 2009 | Finska | 2 – 1 (P) | Slovaška | Schluefweg, Kloten |

| Poročilo tekme | Poročilo tekme                          | Poročilo tekme                | Poročilo tekme    | Poročilo tekme                                                 |
| -------------- | --------------------------------------- | ----------------------------- | ----------------- | -------------------------------------------------------------- |
| Začetek: 20:15 | S. Kapanen (SH1) 15:05 S. Kapanen 63:39 | ( 1 - 0, 0 - 1, 0 - 0, 1 - 0) | 22:01 L. Bartečko | Gledalci: 4.444 Sodnika: Rafail Kadyrov Sodnika: Sören Persson |

| 2. maj 2009 | Češka | 8 – 0 | Slovaška | Schluefweg, Kloten |

| Poročilo tekme | Poročilo tekme | Poročilo tekme         | Poročilo tekme | Poročilo tekme                                               |
| -------------- | --- | ---------------------- | -------------- | ------------------------------------------------------------ |
| Začetek: 16:15 | J. Jágr 06:35 J. Jágr 09:08 M. Blaťák (PP2) 12:48 R. Cervenka 15:25 A. Kotalík 25:07 R. Cervanka 29:08 M. Michálek 30:12 P. Eliáš 38:14 | ( 4 – 0, 4 – 0, 0 – 0) |                | Gledalci: 5.165 Sodnika: Brent Reiber Sodnika: Thomas Sterns |

| 2. maj 2009 | Finska | 1 – 2 (KS) | Belorusija | Schluefweg, Kloten |

| Poročilo tekme | Poročilo tekme         | Poročilo tekme                       | Poročilo tekme                            | Poročilo tekme                                                    |
| -------------- | ---------------------- | ------------------------------------ | ----------------------------------------- | ----------------------------------------------------------------- |
| Začetek: 20:15 | J. Niskala (PP1) 33:22 | ( 0 – 1, 1 – 0, 0 – 0, 0 - 0, 0 - 1) | 00:05 S. Demagin 65:00 (GWS) O. Antonenko | Gledalci: 5.621 Sodnika: Danny Kurmann Sodnika: Marcus Vinnerborg |

| 3. maj 2009 | Norveška | 1 – 5 | Kanada | Schluefweg, Kloten |

| Poročilo tekme | Poročilo tekme                  | Poročilo tekme         | Poročilo tekme                                                                             | Poročilo tekme                                              |
| -------------- | ------------------------------- | ---------------------- | ------------------------------------------------------------------------------------------ | ----------------------------------------------------------- |
| Začetek: 16:15 | M. Zuccarello Aasen (PP1) 12:53 | ( 1 – 3, 0 – 2, 0 – 0) | 04:40 (PP1) M. Lombardi 17:08 D. Hamhuis 18:03 S. Stamkos 20:37 J. Spezza 32:07 D. Doughty | Gledalci: 4.023 Sodnika: Rick Looker Sodnika: Sören Persson |

| 3. maj 2009 | Belorusija | 0 – 3 | Češka | Schluefweg, Kloten |

| Poročilo tekme | Poročilo tekme | Poročilo tekme         | Poročilo tekme                                               | Poročilo tekme                                                    |
| -------------- | -------------- | ---------------------- | ------------------------------------------------------------ | ----------------------------------------------------------------- |
| Začetek: 20:15 |                | ( 0 – 0, 0 – 2, 0 – 1) | 30:02 (SH1) P. Čajánek 39:03 (PP1) P. Eliáš 55:52 P. Čajánek | Gledalci: 3.495 Sodnika: Danny Kurmann Sodnika: Daniel Piechaczek |

| 4. maj 2009 | Slovaška | 3 – 2 (P) | Norveška | Schluefweg, Kloten |

| Poročilo tekme | Poročilo tekme                                            | Poročilo tekme                | Poročilo tekme                                   | Poročilo tekme                                               |
| -------------- | --------------------------------------------------------- | ----------------------------- | ------------------------------------------------ | ------------------------------------------------------------ |
| Začetek: 16:15 | Š. Ružička (PP1) 07:22 P. Smrek 09:09 L. Nagy (PP1) 62:07 | ( 2 – 0, 0 – 1, 0 – 1, 1 - 0) | 27:21 (PP1) A. Bastiansen 45:27 (PP1) L. E. Lund | Gledalci: 2.901 Sodnika: Rafail Kadirov Sodnika: Rick Looker |

| 4. maj 2009 | Kanada | 3 - 4 (KS) | Finska | Schluefweg, Kloten |

| Poročilo tekme | Poročilo tekme                                                      | Poročilo tekme                       | Poročilo tekme                                                                  | Poročilo tekme                                                       |
| -------------- | ------------------------------------------------------------------- | ------------------------------------ | ------------------------------------------------------------------------------- | -------------------------------------------------------------------- |
| Začetek: 20:15 | J. Spezza (PP1) 16:02 D. Heatley (PP1) 38:16 D. Heatley (PP1) 49:20 | ( 1 - 2, 1 - 1, 1 - 0, 0 - 0, 0 - 1) | 04:02 T. Pihlman 07:54 A. Salmela 37:22 (PP1) N. Kapanen 65:00 (GWS) H. Hyvönen | Gledalci: 5.970 Sodnika: Vjačeslav Bulanov Sodnika: Marcus Vinneborg |

## Skupina za obstanek
Štiri četrtouvrščene reprezentance v vsaki skupini morajo v skupino za obstanek, ki je bila potrebna za določitev dveh reprezentanc, ki sta za 2010 izpadli v Divizijo I. 
Danska si je zagotovila obstanek v elitni diviziji in Nemčija je imela kot gostiteljica prvenstva 2010 zagotovljeno mesto v elitni diviziji, 
medtem ko sta za 2010 Avstrijo in Madžarsko nadomestila Kazahstan in Italija, zmagovalca Divizije I 2009. 
|  | Reprezentanca je obranila mesto v elitni diviziji za 2010    |
|  | Reprezentanca je uvrščena na prvenstvo 2010 kot gostiteljica |
|  | Reprezentanca nazaduje v Divizijo I                          |

### Skupina G
| Reprezentanca | OT | Z | ZP | PP | P | DG | PG | GR  | Toč |
| ------------- | -- | - | -- | -- | - | -- | -- | --- | --- |
| Danska        | 3  | 3 | 0  | 0  | 0 | 13 | 4  | +9  | 9   |
| Avstrija      | 3  | 2 | 0  | 0  | 1 | 9  | 5  | +4  | 6   |
| Nemčija       | 3  | 1 | 0  | 0  | 2 | 3  | 5  | −2  | 3   |
| Madžarska     | 3  | 0 | 0  | 0  | 3 | 2  | 13 | −11 | 0   |

| 1. maj 2009 | Nemčija | 1 – 3 | Danska | PostFinance Arena, Bern |

| Poročilo tekme | Poročilo tekme    | Poročilo tekme         | Poročilo tekme                                      | Poročilo tekme                                                  |
| -------------- | ----------------- | ---------------------- | --------------------------------------------------- | --------------------------------------------------------------- |
| Začetek: 16:15 | C. Schubert 13:23 | ( 1 – 1, 0 – 0, 0 – 2) | 10:27 M. Bødker 49:52 P. Regin 53:27 (PP1) N. Hardt | Gledalci: 4.241 Sodnika: Peter Orszag Sodnika: Vladimir Sindler |

| 1. maj 2009 | Avstrija | 6 – 0 | Madžarska | Schluefweg, Kloten |

| Poročilo tekme | Poročilo tekme                                                                                                 | Poročilo tekme    | Poročilo tekme | Poročilo tekme                                          |
| -------------- | --- | ----------------- | -------------- | ------------------------------------------------------- |
| Začetek: 16:15 | T. Koch 19:13 T. Koch 20:43 O. Setzinger (PP1) 23:56 T. Vanek (PP1) 33:27 T. Koch (PP1) 58:48 R. Kaspitz 59:36 | ( 1–0, 3–0, 2–0 ) |                | Gledalci: 4.042 Sodnika: Rick Looker Sodnika: Jyri Rönn |

| 3. maj 2009 | Nemčija | 0 – 1 | Avstrija | PostFinance Arena, Bern |

| Poročilo tekme | Poročilo tekme | Poročilo tekme         | Poročilo tekme | Poročilo tekme                                                       |
| -------------- | -------------- | ---------------------- | -------------- | -------------------------------------------------------------------- |
| Začetek: 12:15 |                | ( 0 – 0, 0 – 1, 0 – 0) | T. Koch 27:41  | Gledalci: 3.828 Sodnika: Vladimir Baluska Sodnika: Vjačeslav Bulanov |

| 3. maj 2009 | Madžarska | 1 – 5 | Danska | Schluefweg, Kloten |

| Poročilo tekme | Poročilo tekme     | Poročilo tekme         | Poročilo tekme                                                                                      | Poročilo tekme                                                 |
| -------------- | ------------------ | ---------------------- | --------------------------------------------------------------------------------------------------- | -------------------------------------------------------------- |
| Začetek: 12:15 | K. Palkovics 15:10 | ( 1 – 0, 0 – 2, 0 – 3) | 28:34 (PP2) K. Staal 38:35 M. Christensen 48:25 (PP1) M. Green 52:48 M. Madsen 55:19 (PP1) N. Hardt | Gledalci: 3.672 Sodnika: Rafail Kadirov Sodnika: Derek Zalaski |

| 4. maj 2009 | Madžarska | 1 – 2 | Nemčija | PostFinance Arena, Bern |

| Poročilo tekme | Poročilo tekme         | Poročilo tekme         | Poročilo tekme                             | Poročilo tekme                                             |
| -------------- | ---------------------- | ---------------------- | ------------------------------------------ | ---------------------------------------------------------- |
| Začetek: 12:15 | A. Horváth (PP2) 17:09 | ( 1 – 1, 0 – 1, 0 – 0) | 03:11 (PP1) M. Müller 33:23 (PP1) M. Bakos | Gledalci: 3.497 Sodnika: Ole Hansen Sodnika: Thomas Sterns |

| 4. maj 2009 | Danska | 5 – 2 | Avstrija | Schluefweg, Kloten |

| Poročilo tekme | Poročilo tekme                                                                                  | Poročilo tekme         | Poročilo tekme                            | Poročilo tekme                                                |
| -------------- | ----------------------------------------------------------------------------------------------- | ---------------------- | ----------------------------------------- | ------------------------------------------------------------- |
| Začetek: 12:15 | J. Jakobsen 15:14 M. Bødker (SH1) 27:51 M. Christensen 45:46 K. Degn 51:10 M. Bødker (EN) 59:23 | ( 1 – 2, 1 – 0, 3 – 0) | 00:48 R. Kaspitz 02:30 (SH1) O. Setzinger | Gledalci: 2.798 Sodnika: Sami Partanen Sodnika: Sören Persson |

## Končnica

### Drevo končnice
|  | Četrtfinale |             |             |  |     |           |           |           |  |                           |                           |                           |   |
|  | E1          | Rusija      | 4           |  |     |           |           |           |  |                           |                           |                           |   |
|  | F4          | Belorusija  | 3           |  |     | Polfinale | Polfinale | Polfinale |  |                           |                           |                           |   |
|  |             |             |             |  |     | QF1       | Rusija    | 3         |  |                           |                           |                           |   |
|  | Četrtfinale | Četrtfinale | Četrtfinale |  | QF2 | ZDA       | 2         |           |  |                           |                           |                           |   |
|  | F2          | Finska      | 2           |  |     |           |           |           |  |                           |                           |                           |   |
|  | E3          | ZDA         | 3           |  |     |           |           |           |  | Finale                    | Finale                    | Finale                    |   |
|  |             |             |             |  |     |           |           |           |  |                           | SF1                       | Rusija                    | 2 |
|  | Četrtfinale | Četrtfinale | Četrtfinale |  |     |           |           |           |  |                           | SF2                       | Kanada                    | 1 |
|  | F1          | Kanada      | 4           |  |     |           |           |           |  |                           |                           |                           |   |
|  | E4          | Latvija     | 2           |  |     | Polfinale | Polfinale | Polfinale |  | Tekma za bronasto medaljo | Tekma za bronasto medaljo | Tekma za bronasto medaljo |   |
|  |             |             |             |  |     | QF3       | Kanada    | 3         |  | SF1                       | ZDA                       | 2                         |   |
|  | Četrtfinale | Četrtfinale | Četrtfinale |  | QF4 | Švedska   | 1         |           |  | SF2                       | Švedska                   | 4                         |   |
|  | E2          | Švedska     | 3           |  |     |           |           |           |  |                           |                           |                           |   |
|  | F3          | Češka       | 1           |  |     |           |           |           |  |                           |                           |                           |   |

### Četrtfinale
| 6. maj 2009 | Rusija | 4 – 3 | Belorusija | PostFinance Arena, Bern |

| Poročilo tekme | Poročilo tekme                                                      | Poročilo tekme         | Poročilo tekme                                                | Poročilo tekme                                            |
| -------------- | ------------------------------------------------------------------- | ---------------------- | ------------------------------------------------------------- | --------------------------------------------------------- |
| Začetek: 16:15 | V. Proškin 25:18 V. Atjušov 36:39 A. Frolov 37:02 I. Kovalčuk 47:22 | ( 0 – 0, 3 – 3, 1 – 0) | 22:39 (PP1) K. Kolcov 33:52 O. Antonenko 39:22 (PP2) R. Salej | Gledalci: 8.337 Sodnika: Jyri Rönn Sodnika: Derek Zalaski |

| 6. maj 2009 | Finska | 2 – 3 | ZDA | PostFinance Arena, Bern |

| Poročilo tekme | Poročilo tekme                          | Poročilo tekme         | Poročilo tekme                                        | Poročilo tekme                                                   |
| -------------- | --------------------------------------- | ---------------------- | ----------------------------------------------------- | ---------------------------------------------------------------- |
| Začetek: 20:15 | N. Kapanen (PP1) 20:57 H. Hyvönen 37:50 | ( 0 – 0, 2 – 3, 0 – 0) | 30:31 (PP1) D. Brown 32:11 T. J. Oshie 34:19 R. Suter | Gledalci: 9.334 Sodnika: Daniel Piechaczek Sodnika: Brent Reiber |

| 7. maj 2009 | Kanada | 4 – 2 | Latvija | PostFinance Arena, Bern |

| Poročilo tekme | Poročilo tekme                                                                  | Poročilo tekme         | Poročilo tekme                            | Poročilo tekme                                               |
| -------------- | ------------------------------------------------------------------------------- | ---------------------- | ----------------------------------------- | ------------------------------------------------------------ |
| Začetek: 16:15 | D Heatley 26:37 D. Hamhuis (PP1) 34:03 S. Stamkos (PP1) 37:47 M. Lombardi 43:07 | ( 0 – 0, 3 – 1, 1 – 1) | 37:30 (SH1) G. Galviņš 41:27 H. Vasiļjevs | Gledalci: 8.042 Sodnika: Danny Kurmann Sodnika: Peter Orszag |

| 7. maj 2009 | Švedska | 3 – 1 | Češka | PostFinance Arena, Bern |

| Poročilo tekme | Poročilo tekme                                                     | Poročilo tekme         | Poročilo tekme         | Poročilo tekme                                               |
| -------------- | ------------------------------------------------------------------ | ---------------------- | ---------------------- | ------------------------------------------------------------ |
| Začetek: 20:15 | M. Weinhandl (PP2) 23:53 D. Tärnström (PP1) 38:49 K. Jönsson 57:46 | ( 0 – 0, 2 – 0, 1 – 1) | 48:48 (SH2) P. Čajánek | Gledalci: 10.415 Sodnika: Rick Looker Sodnika: Thomas Sterns |

### Polfinale
| 8. maj 2009 | Rusija | 3 – 2 | ZDA | PostFinance Arena, Bern |

| Poročilo tekme | Poročilo tekme                                             | Poročilo tekme         | Poročilo tekme                 | Poročilo tekme                                                    |
| -------------- | ---------------------------------------------------------- | ---------------------- | ------------------------------ | ----------------------------------------------------------------- |
| Začetek: 16:15 | I. Kovalčuk 31:20 A. Frolov 34:25 K. Gorovikov (PP1) 58:13 | ( 0 – 0, 2 – 2, 1 – 0) | 23:46 D. Brown 38:03 K. Okposo | Gledalci: 11.057 Sodnika: Brent Reiber Sodnika: Marcus Vinnerbörg |

| 8. maj 2009 | Kanada | 3 – 1 | Švedska | PostFinance Arena, Bern |

| Poročilo tekme | Poročilo tekme                                   | Poročilo tekme         | Poročilo tekme    | Poročilo tekme                                                     |
| -------------- | ------------------------------------------------ | ---------------------- | ----------------- | ------------------------------------------------------------------ |
| Začetek: 20:15 | D. Roy 06:51 S. Horcoff 29:53 D. Roy (PP1) 30:38 | ( 1 – 0, 2 – 0, 0 – 1) | 46:14 L. Eriksson | Gledalci: 11.477 Sodnika: Vjačeslav Bulanov Sodnika: Danny Kurmann |

### Tekma za bronasto medaljo
| 10. maj 2009 | Švedska | 4 – 2 | ZDA | PostFinance Arena, Bern |

| Poročilo tekme | Poročilo tekme                                                                                        | Poročilo tekme         | Poročilo tekme                           | Poročilo tekme                                                 |
| -------------- | --- | ---------------------- | ---------------------------------------- | -------------------------------------------------------------- |
| Začetek: 16:00 | L. Eriksson (PP1) 33:24 T. Mårtensson (PP2) 35:57 C. Gunnarsson (PP1) 49:00 J. Oduya (PP2) 59:59 (EN) | ( 0 – 0, 2 – 1, 2 – 1) | 25:14 (PP1) J. Johnson 42:15 J. Pavelski | Gledalci: 11.249 Sodnika: Rafail Kadirov Sodnika: Brent Reiber |

### Finale
| 10. maj 2009 | Rusija | 2 - 1 | Kanada | PostFinance Arena, Bern |

| Poročilo tekme | Poročilo tekme                           | Poročilo tekme         | Poročilo tekme  | Poročilo tekme                                            |
| -------------- | ---------------------------------------- | ---------------------- | --------------- | --------------------------------------------------------- |
| Začetek: 20:30 | O. Saprikin (PP1) 12:59 A. Radulov 34:30 | ( 1 - 1, 1 - 0, 0 - 0) | 05:37 J. Spezza | Gledalci: 11.454 Sodnika: Peter Orszag Sodnika: Jyri Rönn |

## Končna lestvica in statistika

### Končna lestvica
Končna lestvica turnirja:
|     | Reprezentanca |
| --- | ------------- |
|     | Rusija        |
|     | Kanada        |
|     | Švedska       |
| 4.  | ZDA           |
| 5.  | Finska        |
| 6.  | Češka         |
| 7.  | Latvija       |
| 8.  | Belorusija    |
| 9.  | Švica         |
| 10. | Slovaška      |
| 11. | Norveška      |
| 12. | Francija      |
| 13. | Danska        |
| 14. | Avstrija      |
| 15. | Nemčija*      |
| 16. | Madžarska     |

* Nemčija je gostiteljica prvenstva 2010, zato ni mogla izpasti.

### Vodilni igralci
Seznam prikazuje najučinkovitejših 10 igralcev (drsalcev), razvrščenih po točkah, nato zadetkih. Če seznam presega 10 mest, ker je 2 ali več igralcev izenačenih, so vsi izenačeni igralci izpuščeni.
| Igralec           | OT | G | P  | TOČ | +/- | KM | Položaj |
| ----------------- | -- | - | -- | --- | --- | -- | ------- |
| Martin St. Louis  | 9  | 4 | 11 | 15  | +8  | 2  | FW      |
| Ilja Kovalčuk     | 9  | 5 | 9  | 14  | +8  | 4  | FW      |
| Mattias Weinhandl | 9  | 5 | 7  | 12  | +1  | 8  | FW      |
| Shea Weber        | 9  | 4 | 8  | 12  | +5  | 6  | DF      |
| Jason Spezza      | 9  | 7 | 4  | 11  | +4  | 2  | FW      |
| Steven Stamkos    | 9  | 7 | 4  | 11  | +9  | 6  | FW      |

OT = odigranih tekem; G = golov; P = podaj; TOČ = točk; +/- = Plus/Minus; KM = Kazenskih minut

### Vodilni vratarji
Seznam prikazuje 5 najboljših vratarjev po odstotku ubranjenih strelov, ki so za svojo reprezentanco odigrali vsaj 40% igralnega časa.
| Igralec          | MIN    | SOG | GA | GAA  | %     | SO |
| ---------------- | ------ | --- | -- | ---- | ----- | -- |
| Chris Mason      | 240:00 | 114 | 4  | 1.00 | 96.49 | 1  |
| Andrei Mezin     | 314:05 | 172 | 9  | 1.72 | 94.77 | 0  |
| Dwayne Roloson   | 303:52 | 158 | 11 | 2.17 | 93.04 | 0  |
| Ilja Brizgalov   | 404:04 | 198 | 14 | 2.08 | 92.93 | 1  |
| Edgars Masaļskis | 426:26 | 233 | 18 | 2.53 | 92.83 | 1  |

Za obrazložitev tabele glej sem; MIN = igralni čas (minut:sekund).

## Medijska pokritost
| Država                  | Televizija                 |
| ----------------------- | -------------------------- |
| Avstrija                | ORF                        |
| Belorusija              | BTRC                       |
| Češka                   | ČT                         |
| Danska                  | TV2 Sport                  |
| Finska                  | YLE                        |
| Finska                  | Viasat Sport Urheilukanava |
| Francija                | Sport+                     |
| Kanada                  | TSN                        |
| Kanada                  | RDS                        |
| Latvija                 | TV3                        |
| Latvija                 | TV6                        |
| Latvija                 | Viasat Sport Baltic        |
| Madžarska               | Sport1                     |
| Nemčija                 | DSF                        |
| Norveška                | NRK                        |
| Norveška                | SportN                     |
| Poljska                 | Polsat Sport               |
| Romunija                | Sport1                     |
| Rusija                  | Russia TV                  |
| Rusija                  | Sport TV                   |
| Slovaška                | STV                        |
| Švedska                 | TV6                        |
| Švedska                 | Viasat Sport               |
| Švica                   | SF2                        |
| Švica                   | TSR2                       |
| Švica                   | TSI2                       |
| Združene države Amerike | Universal Sports           |

| Država   | Televizija      |
| -------- | --------------- |
| Avstrija | ORF1 HD         |
| Danska   | TV2 Sport HD    |
| Finska   | Viasat Sport HD |
| Kanada   | TSN HD          |
| Kanada   | RDS HD          |
| Norveška | Viasat Sport HD |
| Švedska  | Viasat Sport HD |
| Švica    | HD Suisse       |